# Жуковская (Заборское сельское поселение)
Жуковская — деревня в Тарногском районе Вологодской области.
Входит в состав Заборского сельского поселения, с точки зрения административно-территориального деления — в Лохотский сельсовет.
Расстояние до районного центра Тарногского Городка по автодороге — 26 км, до центра муниципального образования Красного по прямой — 7 км. Ближайшие населённые пункты — Терентьевская, Будринская, Михалиха, Ожигинская.
По переписи 2002 года население — 1 человек.